# Alexandra Walsh
Alexandra Walsh (Nashville, 31 de julho de 2001) é uma nadadora estadunidense, medalhista olímpica.

## Carreira
Walsh conquistou a medalha de prata nos Jogos Olímpicos de Verão de 2020 em Tóquio na prova de 200 m medley feminino com a marca de 2:08.65.